# Tenroku
Tenroku (japanisch 天禄) ist eine japanische Ära (Nengō) von  Mai 970 bis Januar 974 nach dem gregorianischen Kalender. Der vorhergehende Äraname ist Anna, die nachfolgende Ära heißt Ten’en. Die Ära fällt in die Regierungszeit des Kaisers (Tennō) En’yū. 
Der erste Tag der Tenroku-Ära entspricht dem 3. Mai 970, der letzte Tag war der 15. Januar 974. Die Tenroku-Ära dauerte vier Jahre oder 1354 Tage.

## Ereignisse
- 970 Am Yasaka-Schrein wird zum ersten Mal das Gion-Matsuri abgehalten
- 971 Fujiwara no Koretada wird Daijō Daijin
- 973 Der Yakushi-ji brennt zu großen Teilen nieder

## Anmerkung
1. ↑  Die Zählung erfolgt hier nach dem japanischen Mondkalender, wonach die Ära bereits am 19. Dezember 973 und nicht wie im gregorianischen Kalender nach fünf Jahren im Januar 974 endete.